# آنتیوخوس سوم

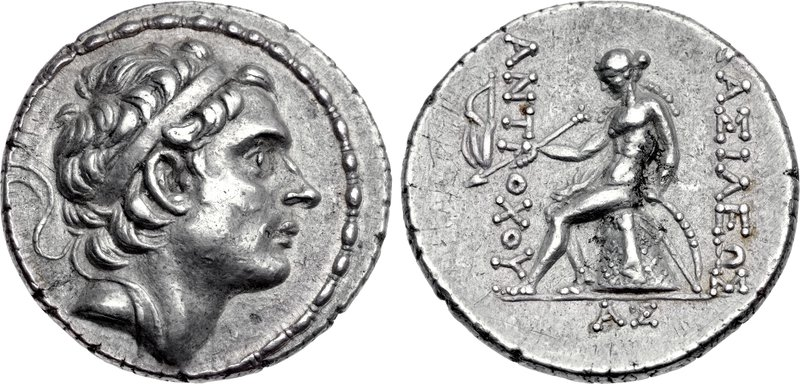
سکه با تصویرآنتیوخوس سوم

آنتیوخوس سوم که با عنوان آنتیوخوس بزرگ (به یونانی Μέγας Ἀντίoχoς) نیز شناخته می‌شود، ششمین شاه سلوکی و جوانترین پسر سلوکوس دوم بود. وی متولد 241 پیش از میلاد در شهر شوش است و از 223 تا 187پ. م به مدت بیش از سه دهه
سلطنت کرد. درابتدای سلطنتش مولون ساتراپ ماد و الکساندر ساتراپ پارس و همین‌طور ساتراپی‌های رخچ و گدروزیا شوریدند. پارتها نیز در حمایت از شورشی‌ها با آراخوزیا و گدروزیا پیمان اتحاد بستند و کار به جایی رسید که مولون شهر سلوکیه را فتح کرد.
پس از مدتی آنتیوخوس سوم با سپاه خود سلوکیه را فتح و به ماد لشکر کشید و مولون را در نبردی خونین شکست داد و سپس به پارس حمله کرد اما الکساندر که می‌دانست کاری از پیش نمی‌برد دست به خودکشی زد و بدین ترتیب ساتراپی پارس نیز فتح شد. سال بعد پادشاه پارتها اردوان به رگ (ری) و سپس ماد لشکر کشید و این دو سرزمین را متصرف شد آنتیوخوس لشکر خود را از سلوکیه راهی ماد و رگ (ری) کرد ساتراپ‌های منصوبی اردوان را شکست داد. سپس به سمت پایتخت پارتها هکاتوم پولیس رفته و آن را فتح کرد او زمانی که داشت خود را برای فتح هیرکانی آماده می‌کرد خبردار شد که پادشاه باکتریا به سرزمین‌های سلوکی در شرق حمله کرده و آن‌ها را متصرف شد بنابراین آنتیوخوس که نمی‌توانست در دو جبهه بجنگد از هیرکانی صرف نظر کرد با اردوان صلح کرد بدین شرط که پادشاهی اردوان را به رسمیت بشناسد. پس از صلح به باکتریا حمله‌ور شد علاوه بر سرزمین‌های خود سرزمین‌های بسیاری از باکتریا متصرف شد و پایتخت آن را محاصره کرد اما نتوانست آن را فتح کند و محاصره دو سال طول کشید سرانجام با پادشاه باکتریا صلح کرد وپادشاهی باکتریا را به رسمیت شناخت همین‌طور قبول کرد با او اتحادی نظامی با باکتریا ببندد.
سپس به سوی ساتراپی شورشی آراخوزی شد از کوه‌های هندوکوش گذشت و ساتراپی را تحت کنترل درآورد. پس از این وقایع تصمیم به بازگشت به پایتخت از ساتراپی گدروزی گرفت در حین بازگشت این سرزمین را آرام کرد و به پایتخت خود انطاکیه بازگشت در این زمان پادشاهی دراوج قدرت خود بود.

## زندگی
آنتیوخوس سوم از اعضای سلسله هلنیستی سلوکی بود. او فرزند سلوکوس دوم و ملکه لائودیس دوم بود و در حدود سال ۲۴۲ پیش از میلاد در نزدیکی شوش در ایران به دنیا آمد. او پس از کشته شدن برادرش سلوکوس سوم در آناتولی به پادشاهی رسید. آنتیوخوس به هنگام مرگ برادرش در بابل اقامت داشت. وی در آغاز شرایط متزلزلی داشت و بسیار به وزیر خشن اش هرمیاس متکی بود. در همان ابتدای کار پسر عموی خودش آخائوس را برای مقابله با پرگامون گسیل کرد ، اما مورد خیانت قرار گرفته و آخائوس پس از اشغال سارد خود را پادشاه نامید. وی سپس با شورش مولون ساتراپ مغدونی ماد و برادرش اسکندر که ساتراپ پارس بود روبرو شد. در این میان هرمیاس مخالف عزیمت شاه به مقابله بود اما آنیتوخوس سوم در راس لشگری بزرگ از اقلیم آشور به سوی میانرودان رفت. مولون پس از درگیری نا منظمی با شاه جوان و خیانت لشگریانش خودکشی کرد و جنازه اش را در زاگرس بر سر چوب زدند. آنتیوخوس آنگاه به سلوکیه دجله رفت و آنجا به امور ساتراپی ها سامان داد. اما خشونت هرمیاس و خطر روز افزون او سبب شد که وی را به قتل برساند و سپس برای شروع کمپین سوری خودش عازم انطاکیه شد. در آنجا در طول جنگ چهارم سوری بیشتر بخش های از دست رفته قلمروی سلوکیان در سوریه، از جمله دمشق را باز پس گرفت. اما سر انجام در 217 پیش از میلاد در جنگ رفح (نزدیکی غزه) شکست نزدیکی از بطلمیوس فیلوپاتر خورد و راضی به صلح شد. جنگ رفح یکی از سنگین ترین درگیری های نظامی دوران هلنی بوده و در لشگر سلوکی اقوام مختلف از جمله پارسیان و گول ها نیز حضور دارند.

## لشگر کشی علیه پارت و باختر
آنتیوخوس لشکر کشی عظیمی به نواحی شرقی ایران دارد که از آن به "آناباسیس" یاد میشود. طی این لشکر کشی ها نخست به ناحیه پونتوس رفت و پس از آن برای نخستین بار به عنوان یک حاکم مغدونی قدم به ارمنستان گذاشت. هنگام ورود آنتیوخوس ما نخستین گزارش ها از ارمنستان را می شنویم که گویی در زمان هخامنشیان باقی مانده و اقلیمی قدیمی تر و دست نخورده تر است. شاه ارمنستان خشایارشا نام دارد و از خاندان الوندی (اورونتس) است که از روزگار داریوش کبیر بر آن سرزمین حاکم اند. خشایارشا به کوه های اطراف می گریزد. آنتیوخوس پایتخت وی را محاصره می کند و در این هنگام خشایارشا که شهر را در آستانه سقوط می یابد در خواست مذاکره می دهد. اطرافیان شاه به وی توصیه می کنند که وی را دستگیر کرده و به قتل برساند اما آنتیوخوس این پیشنهاد را رد می کند. طی مذاکرات آنتیوخوس قبول می کند که در ازای دریافت بهای سنگینی بلافاصله و کمک غیر نقدی بزرگی از آذوغه و اسب و نیز خراج مشخص سالانه با ارمنستان مانند یک ساتراپی مطیع رفتار کند. در ناحیه آذربایجان کتیبه هایی معاصر با این زمان یافت شده اند که به خط مغدونی اند. اشاره ای به لشکر کشی آنیوخوس به آذربایجان که در آن زمان هنوز توسط خاندان آتروپاتس (ساتراپ داریوش سوم) اداره میشود نیست. آنتیوخوس پس از ارمنستان به سوی اکباتان حرکت می کند. در اکباتان وی معبد آناهیتا را که هنوز دست نخورده بود غارت می کند و با ذوب کاشی های نقره آن سکه ضرب کرده و حقوق سربازان را می دهد. پس از آن آنتیوخوس مطلع میشود که ارشک دوم برای جلوگیری از حمله سلوکیان به قلمروی پارت در حال تخریب چاه های آب در حد فاصل قزوین امروزی تا سمنان است. وی گروهی سواره نظام را گسیل می کند که جلوی این تخریب را بگیرند و با موفقیت آنها راه برای حرکت لشکر حدودا شصت هزار نفره سلوکی به سمت سمنان امروزی (شهر هکاتومپیلوس) باز میشود. آنتیوخوس به سمت هکاتومپیلوس حرکت کرده و آنجا را از اشغال پارتیان خارج می کند. پس از آنجا از ناحیه نا معلومی در نزدیکی کوه "لبوس" (که نمی دانیم کجاست) قصد عبور به مازندران را می کند. این عبور چند روز طول کشیده و مسیر بسیار سخت و صعب العبور بود. پارتیان نیز با اشغال مواضع فرادست به خوبی به لشکر سلوکی آسیب می زدند. اما آنتیوخوس با فرستادن قوای سبک اسلحه اش در پیش و امن کردن مسیر بقیه لشکر را به چند بخش تقسیم کرده و اینگونه از راه عبور کرد. درگیری قابل توجهی در نزدیکی کوه "لبوس" رخ می دهد که پارتیان در جنگ زمینی با فالانکس مغدونی شکست خورده و می گریزند. آنتیوخوس قدم به مازندران گذاشته و نخست به شهر "تامبراکس" و سپس به سمت "سیرینکس" (ساری) می رود و آنجا را محاصره می کند. ساری دارای دیواری بزرگ و سه خندق بوده است که آنتیوخوس با حفر تونلی از زیر دیوار سبب تخریب بخشی از آن شده و به شهر راه پیدا می کند. هرچند که درگیری قابل توجهی رخ می دهد. پارتیان تنها پس از سقوط دیوار شهر دست به کشتار مردم هلنی داخل ساری می زنند و تا آن زمان این مردم به زندگی خود مشغول بودند. باقی قوای پارتی به صورت سواره نظام از شهر می گریزند. آنتیوخوس مدت چند ماه در ناحیه هیرکانی می ماند و پارتیان به دشت های شمالی تر عقب نشینی می کنند. پس از آن با شنیدن خبر لشکر کشی شاه پادشاهی یونانی باختر به نزدیکی هرات، نیرو های خود را به سمت آن سرزمین می برد. در جنگ سواره نظام ها شخص آنتیوخوس زخمی میشود اما سلوکیان موفق به شکست قوای باختر می شوند و شاه پادشاهی یونانی باختر از میدان می گریزد. در مذاکراتی که پس از آن صورت می گیرد نهایتا آنتیوخوس راضی میشود که با دریافت خراج سالانه و چندین زنجیر فیل جنگی باختر را به عنوان حکومت دست نشانده به رسمیت بشناسد. پس از آن با وصلت میان دو خانواده آنتیوخوس به سمت مرز هندوستان راهی شده و در آنجا نیز اتحاد قدیمی سلوکیان و پادشاهی مائوریا را تجدید کرده و فیل جنگی خریداری می کند. بعد از آن از مسیر سیستان و کرمان به سمت انظاکیه پارس (بوشهر امروزی) حرکت کرده و مدتی در آنجا بود. مردم جزیره تیلوس (بحرین) نزد وی آمده و التماس می کنند که آزادیشان را نگیرد و شاه این را می پذیرد و آنها در قبال این لطف هدایای فراوانی را به آنتیوخوس پیشکش می کنند. سلوکیان از تیلوس با جنوب عربستان روابط تجاری داشتند.  آنتیوخوس پس از این راهی سلوکیه دجله (تیسفون آینده) شده و مدتی در آنجا به استراحت می پردازد. پس از این با مرگ ناگهانی فرعون مغدونی مصر، بطلمویس فیلوپاتر، زمینه برای جنگ با مصر فراهم گشت. جانشین فیلوپاتر، پسر خردسالش بطلمیوس ششم فیلومنتور بود که مادرش به نیابت از وی حکومت می کرد. آنتیوخوس نخست در نبرد پانیوم سپاه بطلیموسی را شکست داده و ناحیه فینقیه را متصرف می شود. سپس در جنگ رفح باقی لشکر مصر را شکست داده و ناحیه فلسطین و اردن (کوئلو سیریا) را فتح می کند. فرزندانش سلوکوس و آنتیوخوس هر دو در این نبردها همراه پدر هستند.

## جنگ با روم
از ۱۹۲ تا ۱۸۸ پیش از میلاد جنگ‌های جمهوری روم علیه آنتیوخوس سوم سلوکی آغاز گردید.زمینه این نبرد شکست مغدونیه (متحد سلوکیان) از روم طی جنگ اول و دوم مغدونیه و رومیان بود. آنتیوخوس به عنوان رهبر جهان هلنی برای آزادی یونان قصد لشکر کشی به آنجا را کرد. اما مسئله اینجا بود که یونانیان روم را به عنوان منجی خود می دیدند. رومیان توانسته بودند طی جنگهای اول و دوم مغدونیه و روم پادگان های مغدونی را از یونان جمع کنند. پادگان هایی که از زمان اسکندر در این سرزمین کنترل یونان را در دست داشتند. رهبری قوای روم در آزاد سازی یونان با کنسول رومی فلامینینوس بود که یونانیان وی را قهرمان خود می دانستند. آنتیوخوس در راس لشکر عظیمی وارد نواحی تراکیه شد و اردو زد. فرستادگان روم با اعتراض برای مذاکره با وی رفتند اما این مذاکرات به نتیجه ای نرسید و تدراکات جنگ آغاز شد. علی رغم موفقیت های اولیه آنیتوخوس در مغدونیه و شمال یونان در مواجهه با نیروهای رومی بد عمل کرد. وی درست در آستانه جنگ مشغول ازدواج با دختری معمولی شد و تا چند شب پیش از نبرد در عروسی بود، چنان که رومیان این را مورد تمسخر قرار میدادند. سپس در نبرد ترموپیل در مواجهه با رومیان به سختی شکست خورد چنان که به گزارش لیوی بخش بزرگی از لشکرش هنگام فرار کشته شدند و خود نیز با گروه کوچکی از سواره نظام گریخت.پس از آن به آسیای صغیر بازگشت و جنگ در دریا ادامه یافت که با شکست های مجدد سلوکیان همراه بود. علت این شکست پیشرفته بودن کشتی ها رومی در قیاس با کشتی های سلوکی بود. رومیان اختراعات ساده ولی موثری را به کار می بستند. مثلا طنابهایی مجهز به چنگگ ساخته بودند که کشتی دشمن را به سمت خود بکشند. یا پل متحرک کوچکی به نام "کوروس" داشتند که به کمک آن بتواند از فاصله به کشتی دشمن بروند. در آن دوران کشتی ها لازم بود مانور پیچیده ای را انجام داده و از پهلو به صورت عمود به کشتی دشمن بکوبند تا دماغه فلزی سبب غرق شدن آن شود. اما رومیان با همین اختراعات ساده و هوشمندانه از این مانور بی نیاز شده بودند. نتیجتا می توانستند پاروزن های کمتر و تکاوران دریایی بیشتری بر عرشه داشته باشند که معنی آن پیروزی قطعی در صورت نزدکی کشتی دشمن بود. سلوکیان در نبرد "کورنیکوس" با رومیان درگیر شدند. علی رغم برتری عددی سلوکیان (200 کشتی) بر رومیان (160 کشتی) پیروزی قاطع با رومیان بود که به پایان همیشگی حضور سلوکیان در دریای اژه انجامید. حتی نبوغ هانیبال در مقابل رومیان کارآمد نیوفتاد و در اوریمیدون پایگاه دیگر دریایی سوکیان که از دوران هخامنشی نقش پشتیبانی نیروهای دریایی اژه را داشت، از دست رفت و سلوکیان در اوریمیدون هم از رومیان شکست خوردند. این شکست پایگاه های دریایی سلوکیان را محدود به سواحل سوریه کرد که با توجه به عدم امکان حمل آذوغه سنگین در کشتی های جنگی و دوری فاصله معنی آن در خطر بودن تمام بندرگاه های ساحل آسیای صغیر (ترکیه امروزی) بود. رومیان با برتری دریایی خود به آسانی از هلسپونت عبور کرده و لشکر بزرگی را به پرگامون گسیل کردند تا جنگ را در آسیا ادامه دهند. فرماندهی این لشکر با کنسول رومی "لوسیوس کورنلیوس اسکیپیو آسیاتیکوس" بود که برادر اسکیپیو آفریکانوس معروف است. برادر بزرگتر به عنوان مشاور در کنار کنسول خدمت میکند و برادران اسکیپیو تدارکات جنگ را در اواخر پاییز 190 پیش از میلاد انجام دادند. قوای سلوکی نیز به ساز و برگ جنگ پرداخته و از مقر سارد برای مواجهه با رومیان آماده شدند. در لشکر سلوکی مردمانی از اقوام مختلف خدمت می کنند (ایرانی و یونانی و غیره) که یادآور سپاه هخامنشیان است. جنگ در ناحیه مگنزیا پیرامون افه سوس رخ داد. علی رغم برتری دو به یک، نیروهای سلوکی نتوانستند رومیان را که هماهنگی و ساختار موثر تری داشتند شکست دهند.

## مرگ
آنتیوخوس پس از شکست از رومیان در مگنزیا مجبور به پذیرش قرارداد آپامیه شد. بر طبق این قرارداد وی باید جریمه ای سنگین و تمام هزینه جنگ را در دوازده قسط به رومیان می پرداخت.  وی برای تامین این مبلغ اقدام به لشکرکشی به ایلام کرد تا با غارت معبد اینشوشیناک هزینه لازم تامین شود. اما با مقاومت شدید مردم محلی روبرو شده و توسط روستاییان ایلامی کشته شد.